# Ḫaḫḫima
Ḫaḫḫima ist der hattisch-hethitische Frostdämon und ein bedeutender Götterfeind.
Ḫaḫḫima lässt die Gewässer, die Gärten, die Weiden und das Vieh erstarren. Auch lässt der Frostdämon die Götter Ištanu, Zababa, Inar und Telipinu erstarren. Selbst den großen Wettergott Tarḫunna lässt er nach und nach erstarren. Die Einzigen, die Ḫaḫḫima verschont, sind die Brüder des Ḫašammeli, seine Vaterbrüder. Schließlich unterliegt Ḫaḫḫima den Zaubern der Großmutter (annanna-Frau) und muss weichen.